# Vrydagzynea novaguineensis
Vrydagzynea novaguineensis är en orkidéart som beskrevs av Johannes Jacobus Smith. Vrydagzynea novaguineensis ingår i släktet Vrydagzynea och familjen orkidéer. Inga underarter finns listade i Catalogue of Life.